# فيلدكيرشلي
فيلدكيرشلي (بالإنجليزية: Wild Chapel)‏ هي ثلاثة كهوف مترابطة تقع في كتلة ألبستين في كانتون أبينزيل إينرهودن في سويسرا، شمال شرق جبل سانتيس سويسرا. تقع الكهوف على إرتفاع 1،477-1500 م (4846-4،921 قدمًا). وهي مشهورة بآثار سكن إنسان نياندرتال من العصر الحجري القديم، يعود تاريخها إلى ج. 40.000 BP، وعظام دب الكهف تعود إلى 90.000-40.000 BP. يضم المتحف في الموقع هيكلًا عظميًا كاملًا للدب تم العثور عليه في أحد الكهوف.